# 高科技

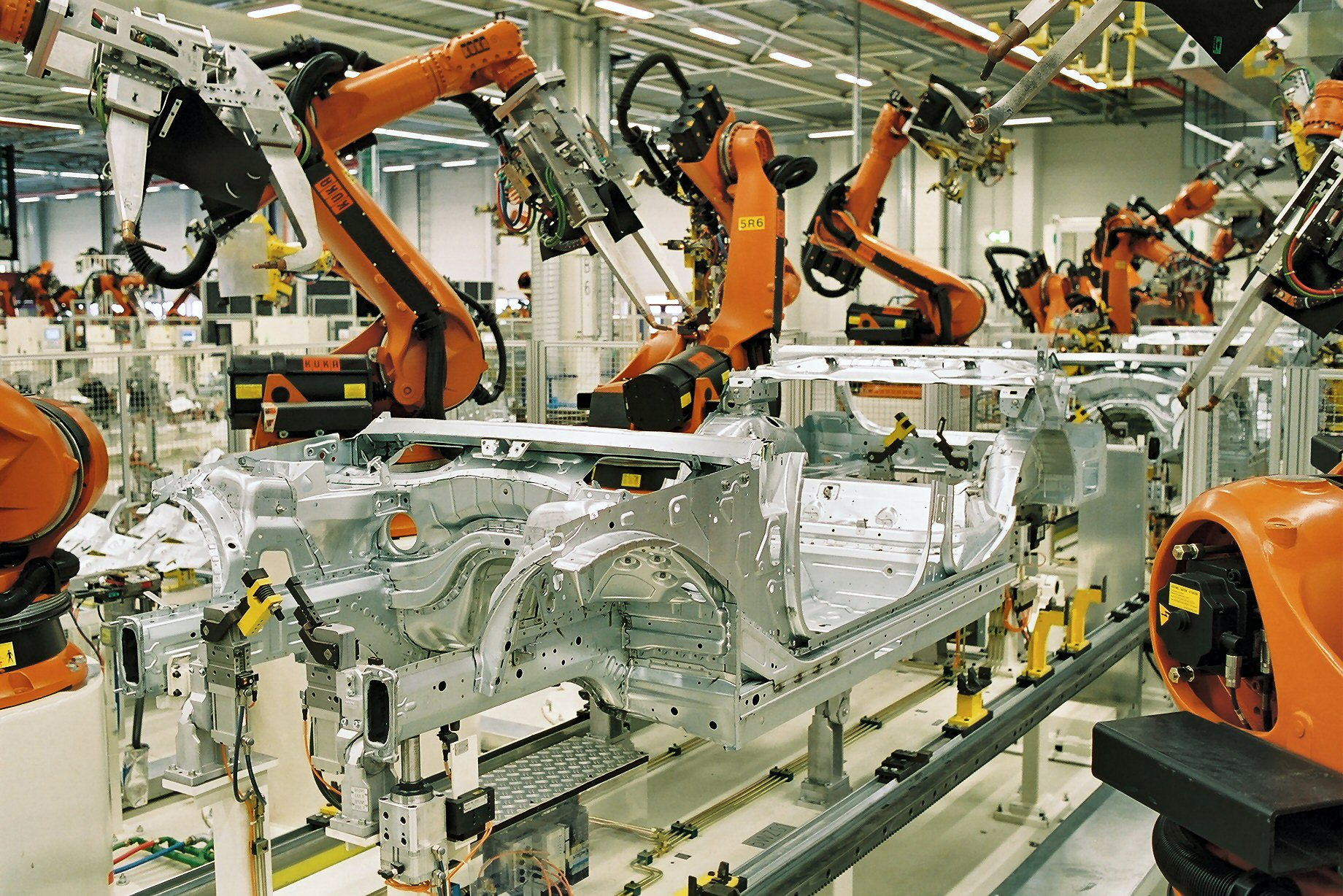
汽車工廠使用工業機械人

高科技，或称高技术、高新，指的是最先进的尖端科技。
对于高科技来说，并没有什么特别的分类法，到了1960年代，商家为了促销，把只要不是低科技的产品都说成高科技。因此到了现在，很多新商品都被冠以高科技之名。
高科技建筑，或称后现代主义建筑，形成于1970年代，在设计中融入了许多高科技元素。

## 高科技产业
- 航空航天技术 ( 噴射機、航天發動機、直升機、載人航天器 )
- 生物技术 ( 基因工程、DNA陣列 )
- 信息技术 ( 資訊系統、通訊技術、大數據、雲端運算）
- 纳米技术
- 人工智能
- 國防科技（軍事技術）
- 衞星導航系統 ( 全球定位系統、格洛納斯系統、北斗衞星導航系統、伽利略定位系統 )
- 核物理学
- 电子通讯（电讯、电信）
- 電子設備 ( 半導體、處理器、晶片組、硬碟、智能電話、超級電腦、伺服器 )
- 电机工程学
- 机器人技术
- 铁路系統 ( 高速鐵路、磁懸浮 )
- 造船工業 ( 軍艦、遊輪 )